# جایگزینی بزرگ
جایگزینی بزرگ (فرانسوی: Grand Remplacement‎), همچنین به عنوان نظریه جایگزینی شناخته می‌شود، یک نظریه توطئه ملیگرایانه سفیدپوستی است، که توسط نویسنده فرانسوی رنو کامو پراکنده شده‌است. این نظریه بیان می‌کند که با همدستی یا همکاری نخبگان «جایگزین‌گر»،  جمعیت سفیدپوست فرانسوی -و همچنین جمعیت‌های سفیدپوست اروپایی به‌طور کلی- از طریق مهاجرت دسته جمعی، رشد جمعیتی و کاهش نرخ زاد و ولد در اروپا از نظر جمعیتی و فرهنگی با افراد غیراروپایی – به ویژه جمعیت عرب، بربر، ترک و مسلمانان جنوب صحرا – جایگزین می‌شوند.
با این که مضامین مشابه، از اواخر قرن نوزدهم از مشخصه‌های نظریه‌های مختلف راست افراطی بوده‌است، این اصطلاح خاص توسط کامو در کتاب او در سال ۲۰۱۱ جایگزینی بزرگ (Le Grand Remplacement) رایج شد. کتاب به‌طور خاص حضور مسلمانان در فرانسه را با خطر بالقوه و نابودی فرهنگ و تمدن فرانسه مرتبط می‌سازد. کامو و دیگر نظریه‌پردازان توطئه این فرایند را به سیاست‌های عمدی که توسط نخبگان جهانی و لیبرال (یعنی «جایگزین‌خواهان») از داخل دولت فرانسه، اتحادیه اروپا یا سازمان ملل پیش برده شده‌است، نسبت می‌دهند و آن را «نسل‌کشی با جایگزینی» توصیف می‌کنند. "
این نظریه در میان جنبش‌های راست تندروی ضد مهاجر در غرب محبوب است. این نظریه با تئوری توطئه نسل‌کشی سفیدپوستان همسو بوده و بخشی از آن است با این تفاوت که به‌طور استراتژیک شایعات یهودستیزانه را با اسلام‌هراسی جایگزین می‌کند. این جایگزینی، همراه با استفاده از شعارهای ساده، به عنوان دلایلی برای جذابیت گسترده‌تر آن در زمینه پان اروپایی ذکر شده‌است.
دانشوران این ادعاها را به این خاطر که معتقدند ریشه در قرائت اغراق‌آمیز از آمار مهاجرت و دیدگاه‌های غیرعلمی و نژادپرستانه دارد رد کرده‌اند.

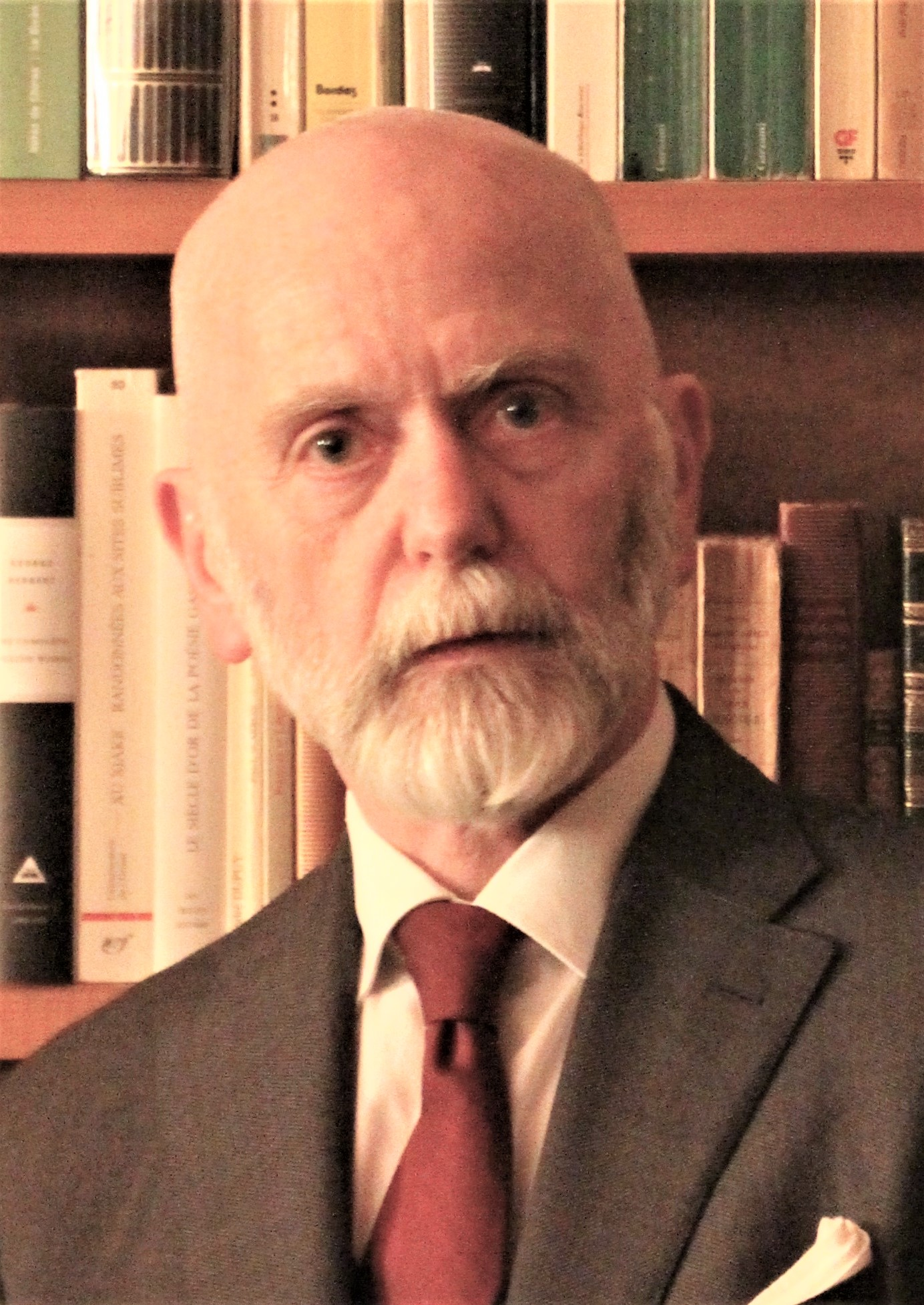
رنو کامو، مولد نظریه جایگزینی بزرگ. مارس ۲۰۱۹

### یادکردها
1. ↑  ««تئوری جایگزین» به حملات مرگبار و نژادپرستانه در آمریکا دامن زده‌است». صدای آمریکا. ۲۹ اردیبهشت ۱۴۰۱. دریافت‌شده در ۲۰۲۲-۰۵-۱۹.
2. ↑  Bracke, Sarah; Aguilar, Luis Manuel Hernández (2020). ""They love death as we love life": The "Muslim Question" and the biopolitics of replacement". The British Journal of Sociology. 71 (4): 680–701. doi:10.1111/1468-4446.12742. ISSN 1468-4446. PMC 7540673. PMID 32100887.
3. ↑  Bowles, Nellie (18 March 2019). "'Replacement Theory,' a Racist, Sexist Doctrine, Spreads in Far-Right Circles". The New York Times. Archived from the original on 17 May 2019. Retrieved 17 May 2019. Behind the idea is a racist conspiracy theory known as 'the replacement theory,' which was popularized by a right-wing French philosopher.
4. ↑  Feola, Michael (2020). ""You Will Not Replace Us": The Melancholic Nationalism of Whiteness". Political Theory. 49 (4): 528–553. doi:10.1177/0090591720972745. ISSN 0090-5917. This article addresses recent strains of white nationalism rooted within anxieties over demographic replacement (e.g. , “the Great Replacement”).
5. 1 2 3 4  Taguieff (2015), PT71.
6. ↑  «تیراندازی‌های آمریکا؛ تئوری 'جایگزینی بزرگ' چیست؟». BBC News فارسی. ۲۰۲۲-۰۵-۲۵. دریافت‌شده در ۲۰۲۲-۰۵-۲۵.
7. ↑  Fourquet (2016), PT29.
8. ↑  Verstraet, Antoine (2017). "C'est ça que tu veux ? !". Savoirs et Clinique (به فرانسوی). 23 (2): 55. doi:10.3917/sc.023.0055. ISSN 1634-3298. [transl. from French] This theory states that the indigenous French ("Français de souche") could soon be demographically replaced by non-European peoples, especially from the Maghreb and sub-Saharan Africa.
9. 1 2  Camus & Lebourg (2017)
10. ↑  Chatterton Williams (2017).
11. ↑  Boubeker, Bancel & Blanchard (2015).
12. ↑  MacKellar, Landis (2016). "Review: La République islamique de France? A Review Essay". Population and Development Review. 42 (2): 368–375. doi:10.1111/j.1728-4457.2016.00130.x. JSTOR 44015644. Michèle Tribalat of the Institut National d’Études Démographiques (INED) has argued that the restriction forces policymakers to proceed with eyes wide shut, but Hervé Le Bras of the École d'Hautes Études en Sciences Sociales (EHESS) counters that such statistics simply objectify and dignify racist prejudices. Both views have some validity. Whichever way you feel, a consequence of our ignorance is that the specter of Le Grand Remplacement haunts French politics